# Ayamaru
Ayamaru, także: Maybrat, Mai Brat, Meibrat, Mey Brat – lud papuaski z indonezyjskiej prowincji Papua Zachodnia, zamieszkujący obszary na zachód i południe od jeziora Ayamaru. Ich populacja wynosi ok. 25 tys. osób. Ich rodzima nazwa to Ayamaru, ale bywają też określani jako Meibrat, od nazwy lokalnego języka.
Posługują się językiem maybrat (ayamaru), silnie odrębnym od pozostałych języków regionu. W użyciu jest także język indonezyjski. Wśród mieszkańców miast powszechna jest dwujęzyczność. Ich tradycyjne wierzenia zostały w dużej mierze wyparte przez chrześcijaństwo.
Zajmują się rolnictwem, a także rybołówstwem i łowiectwem. Istotną rolę odgrywa handel tradycyjny. Duże znaczenie przypisują tkaninie kain timur. Wielu przedstawicieli tego ludu to osoby wysoko wykształcone.
Organizacja społeczna opiera się na patrylinearnym systemie pokrewieństwa. Małżeństwo ma charakter patrylokalny, czasem matrylokalny.